# Yael Dayán
Yael Dayán (en hebreo: יעל דיין‎, Nahalal, Mandato Británico de Palestina, 12 de febrero de 1939-18 de mayo de 2024) fue una escritora y política israelí. Trabajó para la Knéset entre 1992 y 2003, y para el ayuntamiento de Tel Aviv. Era hija de Moshé Dayán, nieta de Shmuel Dayán y hermana de Assi Dayán.

## Biografía
Hija y nieta de políticos, tras servir en las Fuerzas de Defensa de Israel como teniente en la unidad de portavoces, estudió relaciones internacionales en la Universidad Hebrea de Jerusalén y biología en la Universidad Abierta de Israel. Estaba casada con Dov Sion, con quien tuvo dos hijos.
Su carrera literaria comenzó como articulista para los diarios Yedioth Ahronoth, Ma'ariv, Al HaMishmar y Davar. y ha publicado cinco novelas y unas memorias de la Guerra de los Seis Días: Israel Journal: June 1967 y una biografía de su padre My Father, His Daughter.

### Carrera política
Como política destaca su labor pacifista en grupos como Paz Ahora o Bat Shalom.

## Libros

### Ficción
- New Face In The Mirror - 1959
- Envy The Frightened - 1961
- Dust - 1963
- Death Had Two Sons - 1967 (Versión española: "La muerte tenía dos hijos": Plaza y Janés, Barcelona, 1967)
- Three Weeks In The Fall] - 1979

### No ficción
- The Promised Land: Memoirs of Shmuel Dayan (editora) - 1961
- Israel Journal: June 1967 (también llamado A Soldier's Diary) - 1967
- My Father, His Daughter - 1985